# Брутализм

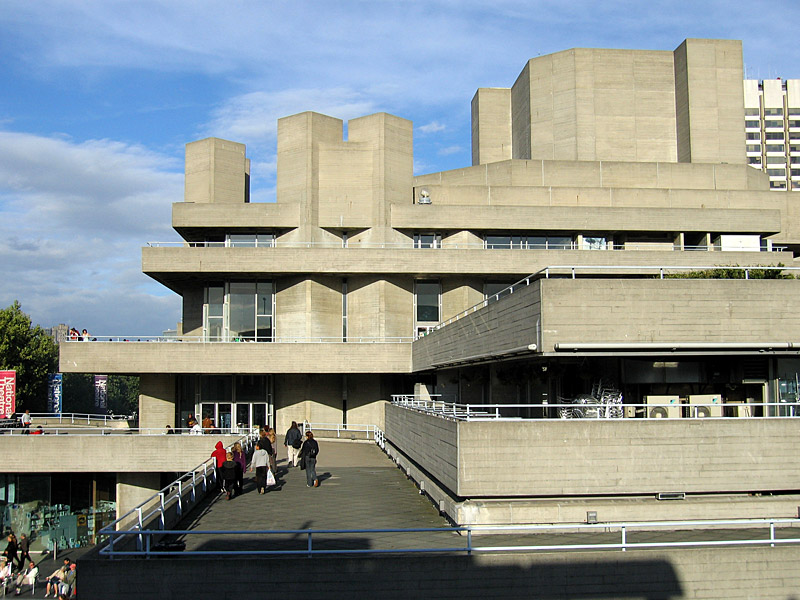
Королевский национальный театр в Лондоне, 1963. Архитектор:

Брутали́зм (под данным термином подразумевается обычно новый брутализм, или необрутализм — англ. New Brutalism, от лат. brutus — грубый, суровый) — направление (стиль) в архитектуре периода 1950—1970-х годов, первоначально появившееся в архитектуре Великобритании. Одна из ветвей послевоенного архитектурного модернизма.
Отправной точкой брутализма считаются проекты и теоретические работы архитекторов-англичан Элисон и Питера Смитсонов. Стиль имел распространение в Европе, США, Канаде, Японии, Бразилии, а в 1970—1980-е годы также в СССР.

## Термин
Термин «брутализм» употреблён первоначально Элисон и Питером Смитсонами в их теоретических записках и статьях, в которых они объясняли свои взгляды и свои архитектурные творения начала 1950-х годов. Происходит термин от фр. béton brut — «необработанный бетон». Это выражение, с помощью которого Ле Корбюзье описывал технологию обработки наружных поверхностей здания, применённую им во многих его постройках послевоенного периода. Термин получил широкое распространение после того, как британский архитектурный критик Рейнер Бэнем использовал его в названии своей книги «Новый брутализм. Этика или эстетика?» (The New Brutalism: Ethic or Aesthetic?, 1966), в которой описал постройки определённого архитектурного плана, в частности, в Европе.

## Характеристика
Эстетически брутализм вписывается в контекст европейского модернизма 1950—1970-х годов (также в сфере пластических искусств — в кино, фотографии, графике, скульптуре, оформлении интерьеров) — с его поисками новых средств выразительности. Это, в частности, интерес к локальному цвету, пластичной броской «модернистской» форме, остро-выразительным фактурам. Декларативной лёгкости и приглаженности «интернационального стиля» брутализм противопоставил впечатляющую мощь конструкций и объёмов, смелые крупномасштабные композиционные решения. Например, одна из популярных тем у бруталистов, часто используемая в проектах административных и общественных зданий — это ступенчатая пирамида, перевёрнутая основанием вверх и приподнятая над землёй на пилонах (Посольство Великобритании в Риме, 1971 г., арх. Бэзил Спенс; Бостон Сити Холл, Бостон, Массачусетс, США, 1981, архитекторы: Г. Кальман, М. Мак-Киннель, Э. Ноулс, библиотека Гейзел Лайбрери Калифорнийского университета в Сан-Диего, США (1970). Арх. Уильям Леонард Перейра).
Подобные идеи вдохновлялись верой в новые строительные технологии, в частности, в неисследованные ещё возможности такого нового строительного материала, как армированный бетон. Пластичность бетона, его скульптурные возможности были едва ли не главным элементом художественного языка у архитекторов-необруталистов.

### Основные признаки стиля
- функциональность;
- «честность материалов»: поверхности строительных материалов не декорируются и не отделываются, выражены в их естественном виде (принцип, восходящий к Джону Рёскину и английскому движению «искусства и ремесла»);
- использование сложных композиций, подчёркнутая массивность форм и конструкций;
- подчеркнутая урбанистичность облика зданий — как правило, это постройки большого масштаба, формирующие лицо города;
- преобладающий строительный материал — железобетон, (хотя временами мог быть и металл, и "чистый" кирпич)

## Ле Корбюзье и Великобритания

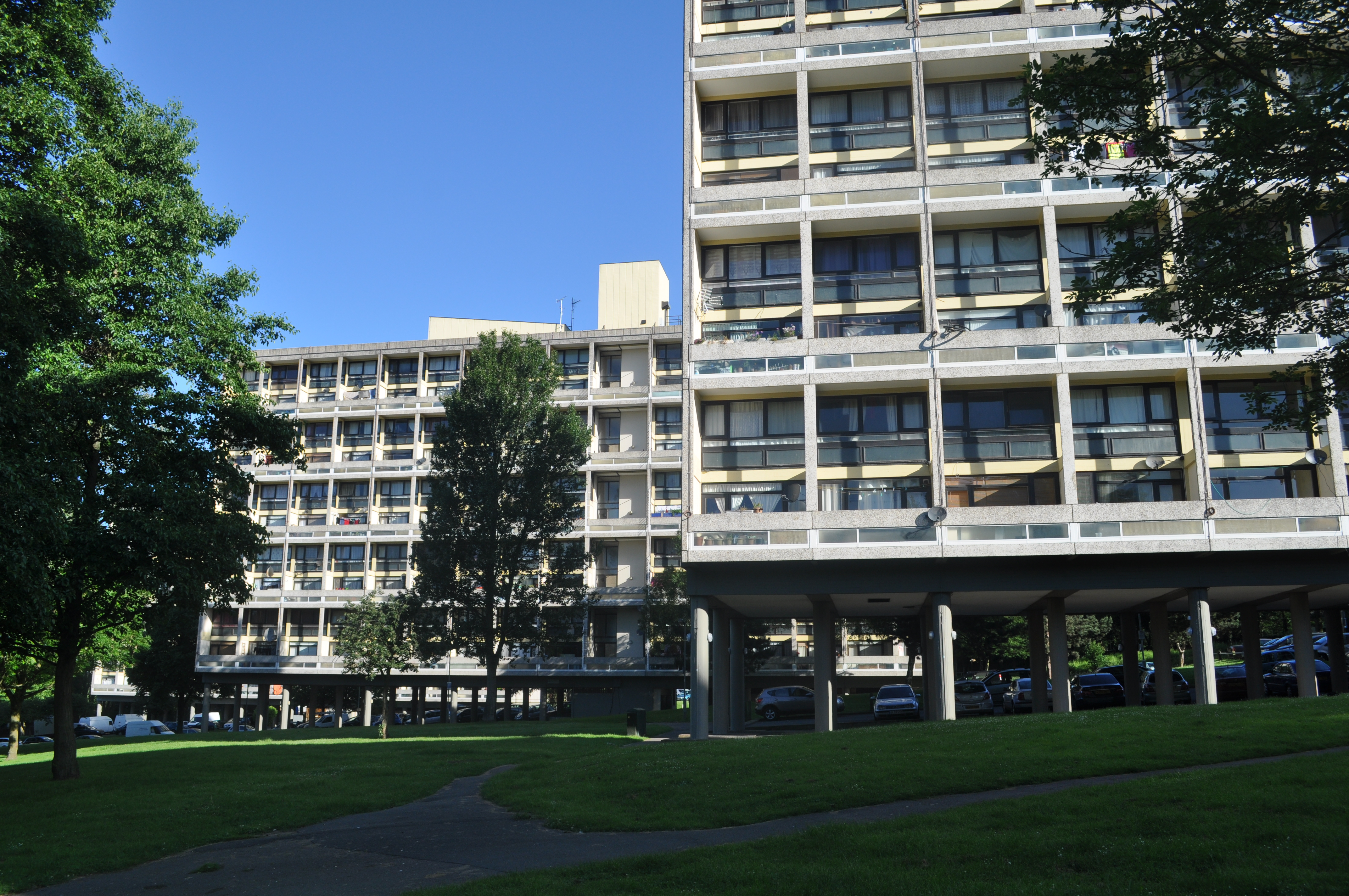
Вдохновлённые «Марсельским блоком» Ле Корбюзье жилые дома пригорода Хайклифф в Элтон Уэст Эстейт в Рохамптоне в Лондоне

Непривычный для Британии (где традиционным строительным материалом был красный кирпич), после 1945 года железобетон стал символом надежд для нового, послевоенного поколения архитекторов. Одним из формальных приёмов брутализма считается подчёркнутая фактурность бетонных поверхностей, не отделанных после распалубки ни штукатуркой, ни облицовкой, ни покраской («бетон-брут») — излюбленный метод Ле Корбюзье конца 1940-х — начала 1950-х годов.
Хотя сам Ле Корбюзье не построил в Великобритании ни одного здания, его проекты и постройки оказали самое непосредственное влияние на британских бруталистов. Что неудивительно, поскольку почти все его проекты после 1945 года легко вписываются в категорию брутализма. (Например, дома Жауль, построенные из простого красного кирпича, «Жилая единица» в Марселе, а также его здания в Чандигархе и Ахмадабаде).
Одним из определяющих факторов необрутализма стали новые послевоенные градостроительные идеи, предложенные и разработанные, в частности, тем же Корбюзье в Афинской Хартии. Жилой комплекс Элтон Уэст Эстейт в Рохамптоне, Лондон (en: Alton West estate, Roehampton, London. 1954—1959, арх. London County Council Architects Dept), почти буквально воспроизводит урбанистические предложения Ле Корбюзье — как в общей планировке, так и в архитектуре жилых зданий, напоминающих уменьшенные копии Марсельского блока.
Ле Корбюзье вполне может считаться духовным отцом этого направления, хотя формально этот титул принадлежит его оппонентам по Международному конгрессу современной архитектуры (CIAM), молодым архитекторам из Лондона Элисон и Питеру Смитсонам. Общий смысл предложений этих молодых архитекторов из группы Team-X, известных, в частности, своей реформаторской деятельностью по обновлению CIAM, выражался в призывах отказаться от некоторой механистичности подхода раннего модернизма — в пользу более широкого и, в конечном счёте, более гуманистичного взгляда на архитектурный заказ:
Брутализм старается противостоять обществу массового производства, пытаясь извлекать строгую поэзию из сложных и мощных действующих сил.
Многие из архитекторов-сторонников этого направления придерживались взглядов, близких социал-реформаторству, выделяя среди достоинств бруталистской архитектуры не только дешевизну строительства (особенно актуальную в первые послевоенные годы), но и безоговорочную антибуржуазность этого стиля.
Бруталистские здания и жилые комплексы, выстроенные целиком из бетона, суровые, лишённые регионального своеобразия, бескомпромиссные в своей программной чистоте, не всегда воспринимались в Великобритании — да и в других странах тоже — позитивно. К тому же не все постройки были равно высокого качества — какие-то из них были неудачными и непопулярными. В 1970—1980-х годах, когда во многих странах наступила реакция против модернистской архитектуры, бруталистская архитектура принимала на себя нередко всю тяжесть этой критики.

## Ключевые фигуры
В Великобритании:
- Смитсоны, Элисон и Питер
- Бэзил Спенс
- Эрно Голдфингер
- Денис Ласдан
- Джеймс Стирлинг
- Джон Бэнкрофт; и др.

В других странах:
- Ле Корбюзье (Франция)
- Пьер Луиджи Нерви (Италия)
- Витториано Вигано (Италия)
- Альфонсо Рейди (Бразилия)
- Пауло Мендес да Роха (Бразилия)
- Пол Рудолф (США)
- Луис Кан (США)
- Марсель Брейер (США)
- Уильям Перейра (США)
- И. М. Виноградский (СССР)
- Меерсон Андрей Дмитриевич (СССР)
- Кэндзо Тангэ (Япония)
- Кисё Курокава (Япония)
- Кунио Маэкава (Япония);
- Райне Карп (Эстония) и др.

## Примеры брутализма в мировой архитектуре
Брутализму отдали дань многие корифеи современной архитектуры — например, Фрэнк Ллойд Райт (музей С. Гуггенхейма в Нью-Йорке, 1956), Алвар Аалто (комплекс городского центра в Сяюнятсало, Финляндия, 1952), Луис Кан (здания Национальной Ассамблеи в Дакке, Бангладеш, 1962-75; Индийский институт менеджмента в Ахмадабаде, Индия, 1960-65). А также другие известные архитекторы:
- Ле Корбюзье — жилая единица в Марселе, Франция, 1952;
- Уильям Леонард Перейра — библиотека Гейзел Лайбрери Калифорнийского ун-та в Сан-Диего, 1970;
- Луис Кан — комплекс парламента в Дакке, Бангладеш, 1961;
- Кэндзо Тангэ — гимнастический зал в префектуре Кагава, Япония, 1964;
- Joao Filgueiras Lima — Сара Нетворкс Хоспитал, Центр реабилитации (Sarah Networks Hospital), 1980, Бразилия;
- Г. Кальман, М. Мак-Киннель и Э. Ноулс — Бостон Сити Холл (Boston City Hall), 1981, Бостон, Массачусетс, США.

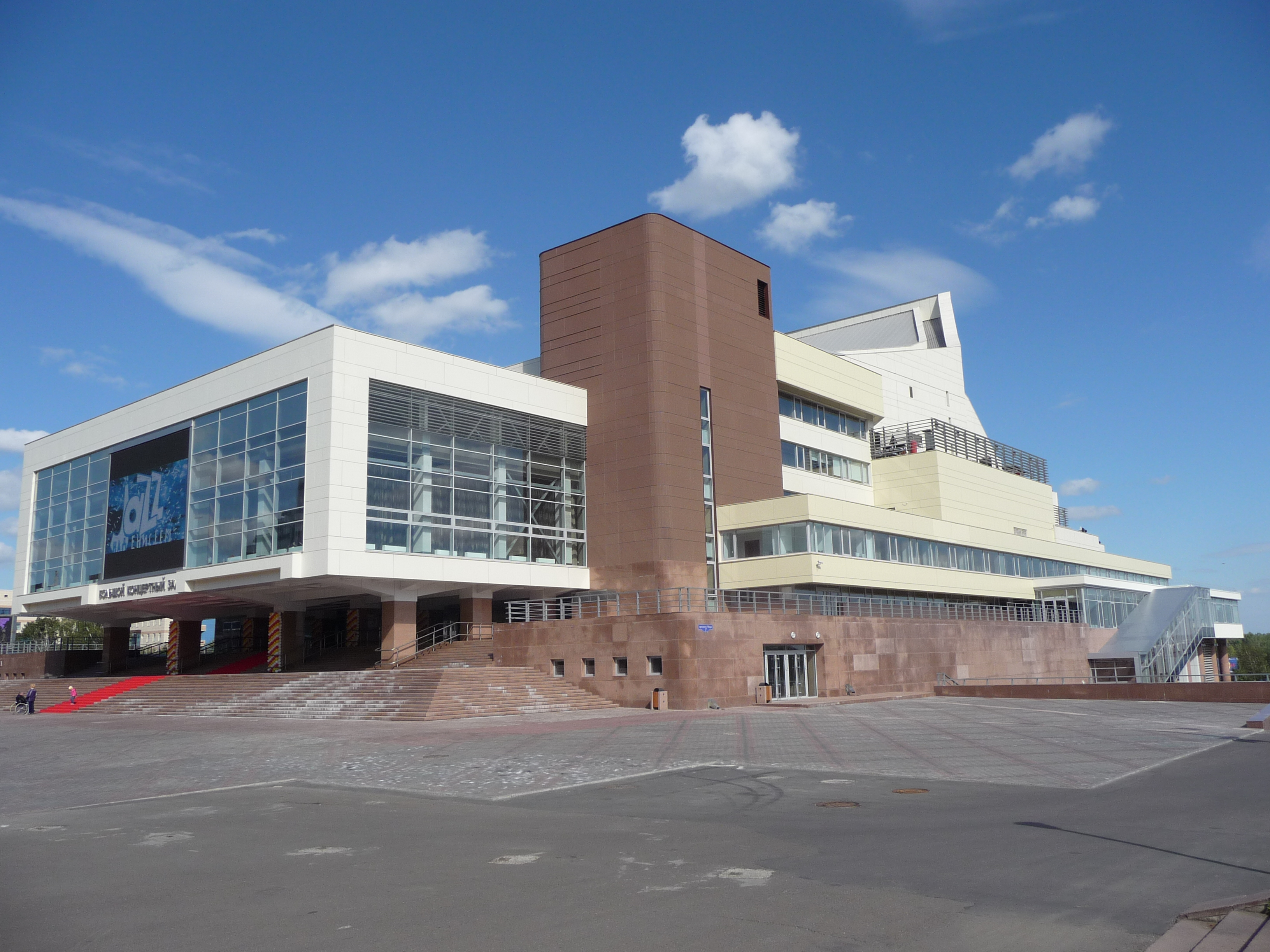
Большой концертный зал Красноярской краевой филармонии
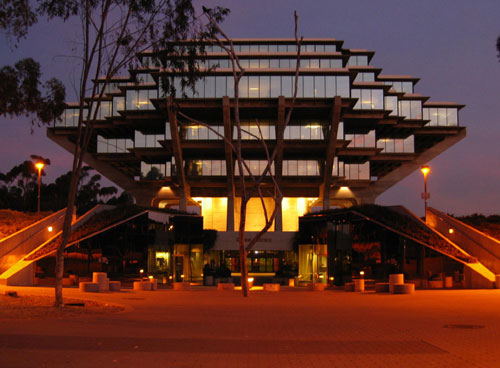
Библиотека Гейзел Лайбрери Калифорнийского университета в Сан-Диего, США (1970). Архитектор Уильям Леонард Перейра
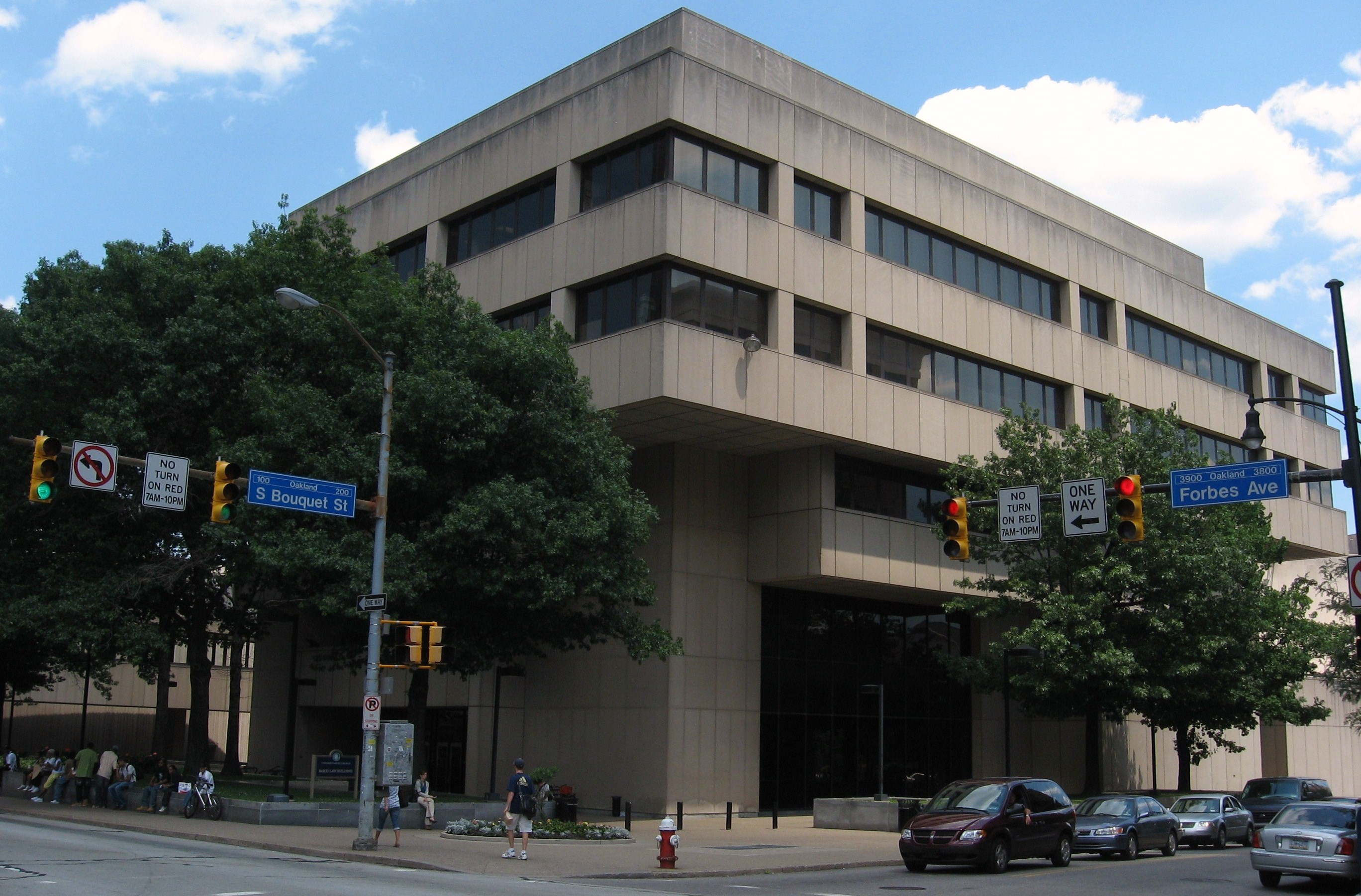
Барко Лоу Билдинг юридического факультета Питтсбургского университета, США
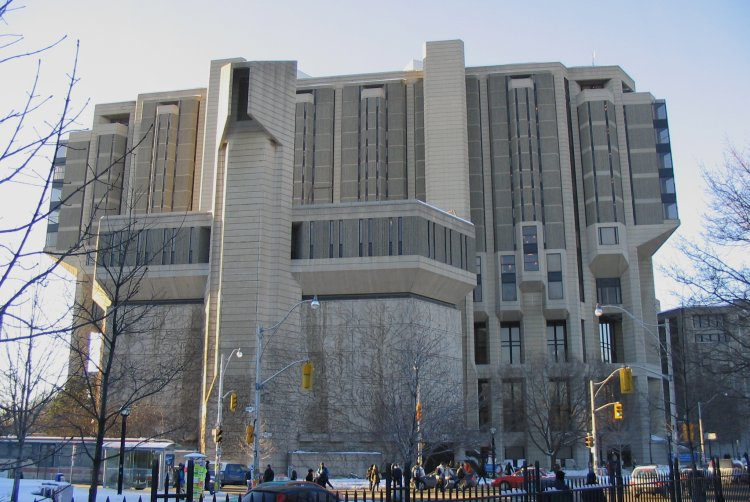
Здание библиотеки имени Джона Робартса университета Торонто, Торонто, Канада
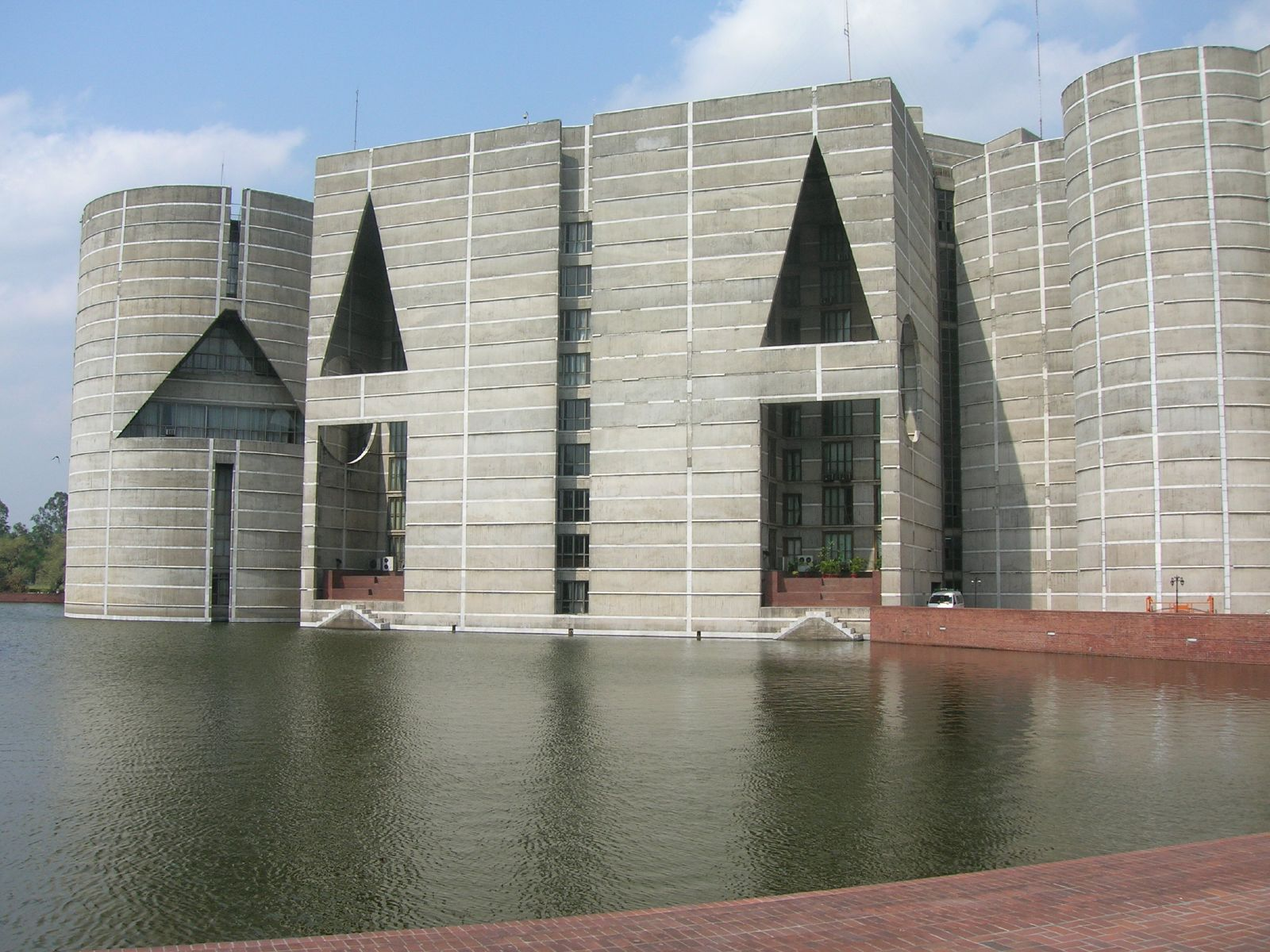
Здание парламента в Дакке, Бангладеш, 1961. Архитектор Луис Кан
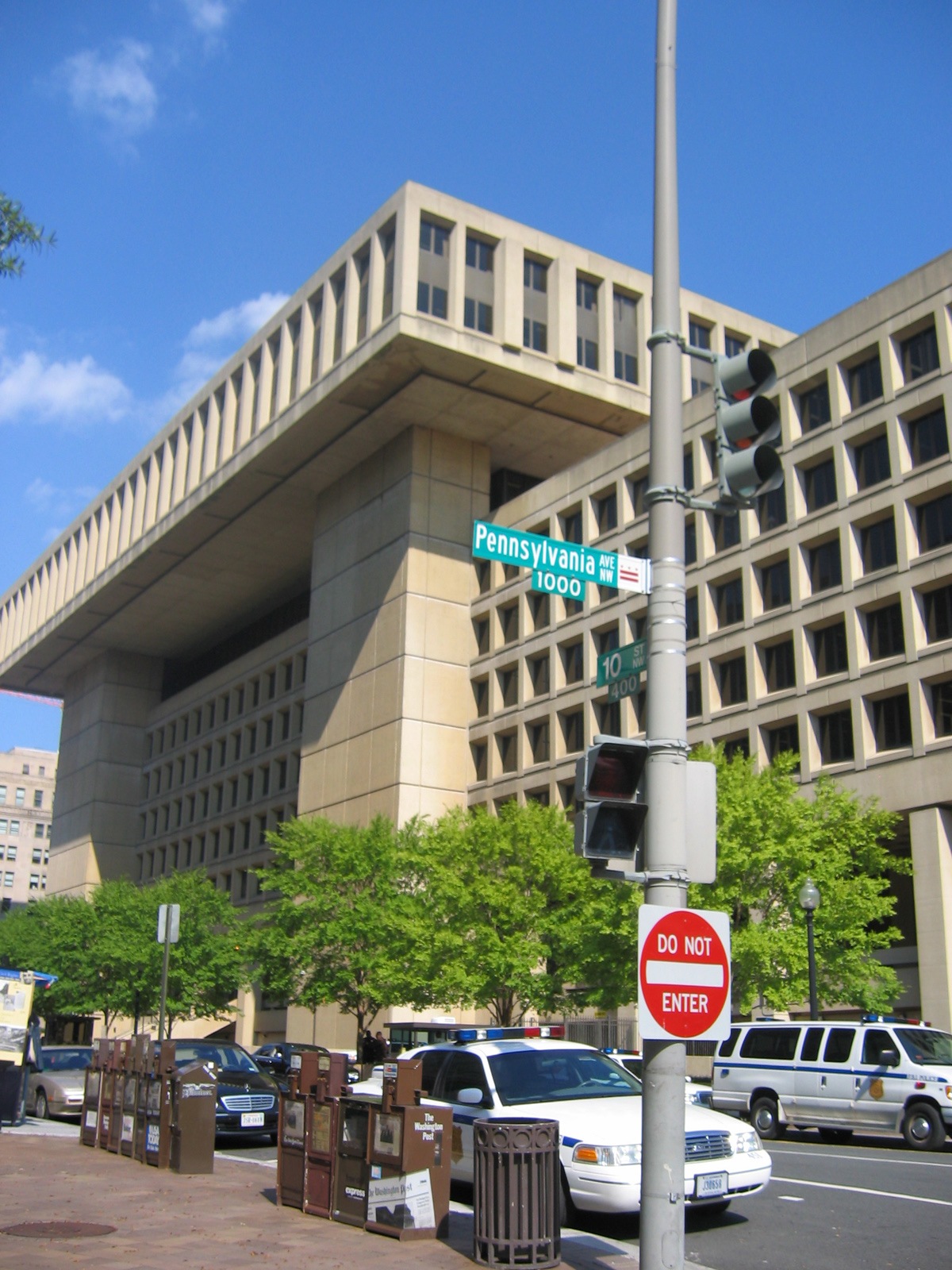
Здание имени Эдгара Гувера, Вашингтон, США
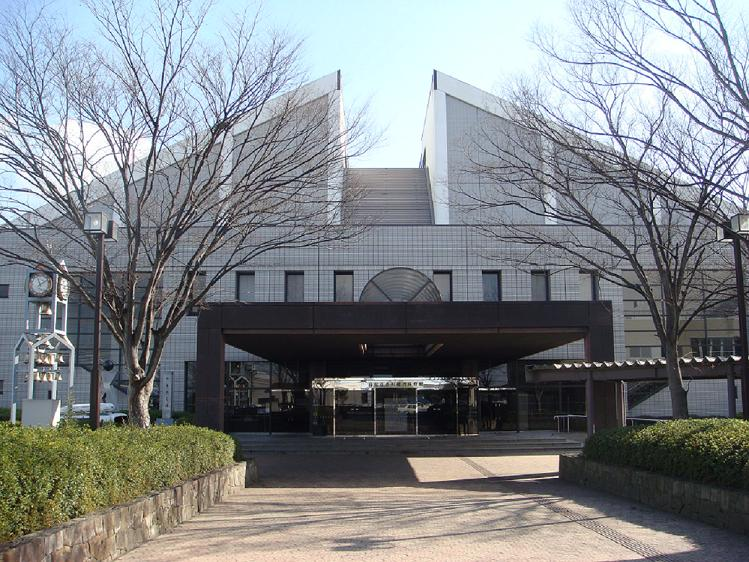
Гимнастический зал в префектуре Кагава, Япония, 1964. Архитектор Кэндзо Тангэ
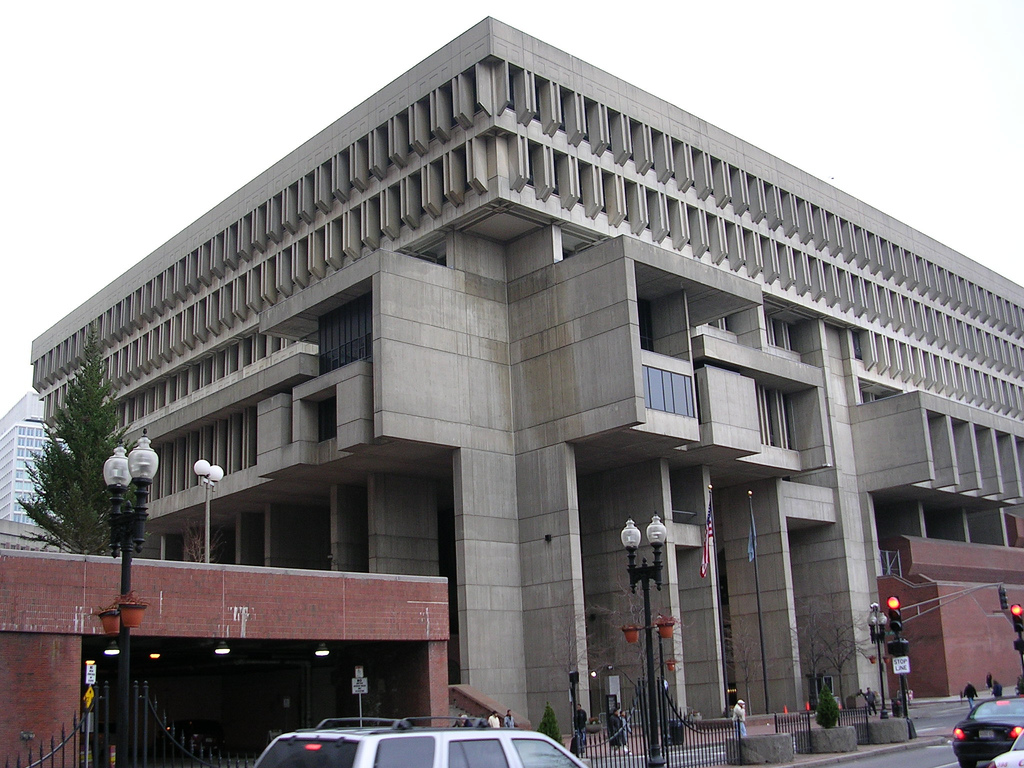
Бостон Сити Холл, 1981, Бостон, Массачусетс, США. Архитекторы: Г. Кальман, М. Мак-Киннель, Э. Ноулс
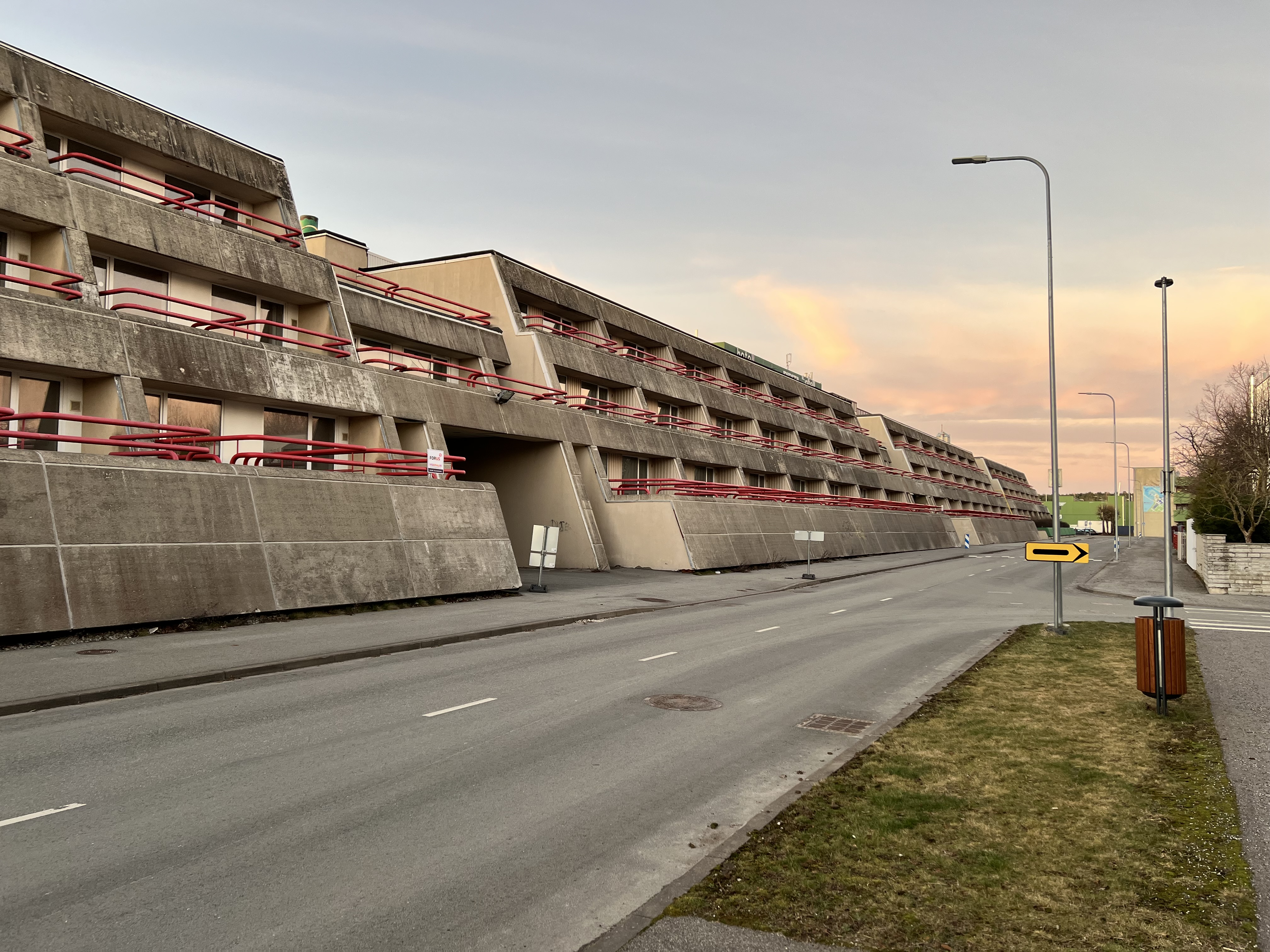
Отель Pirita Marina, Таллин, Эстония
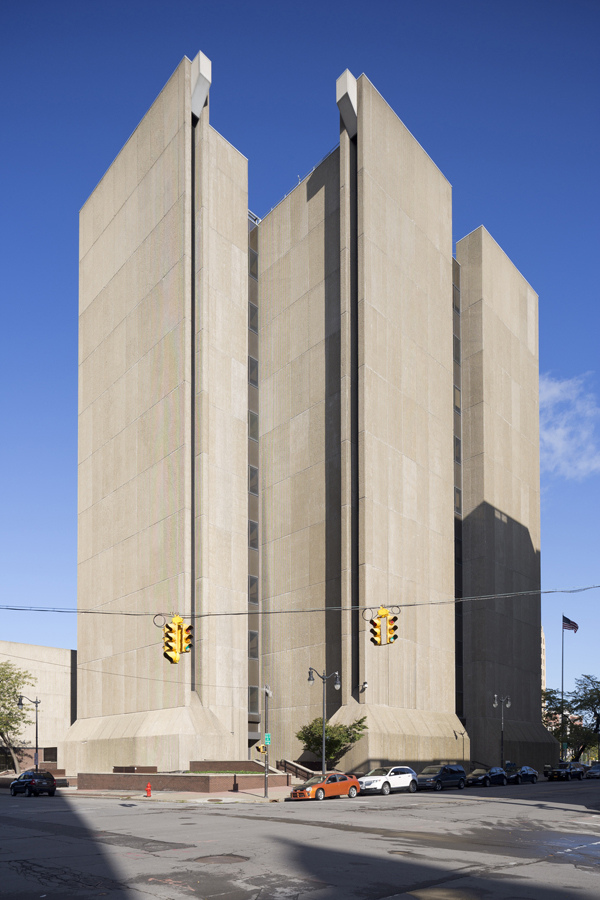
Здание городского суда Буффало, 1974
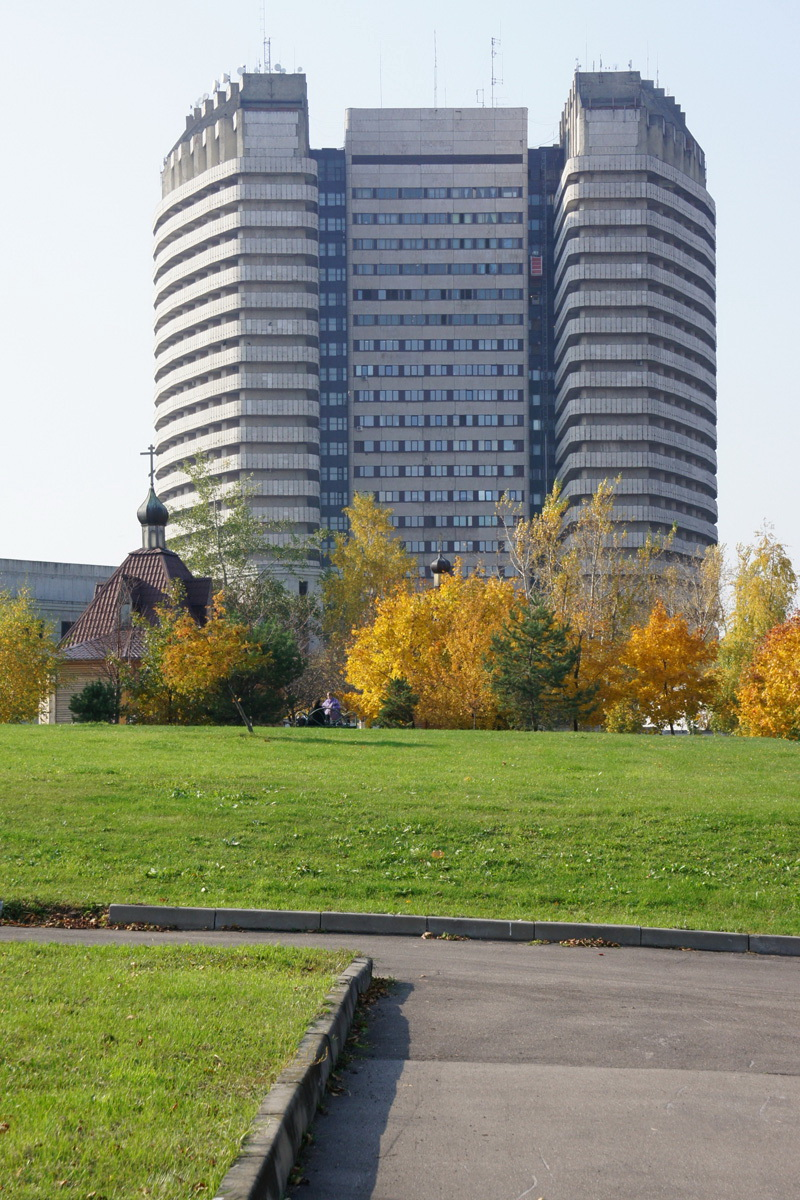
Национальный медицинский исследовательский центр онкологии им. Н. Н. Блохина, Москва
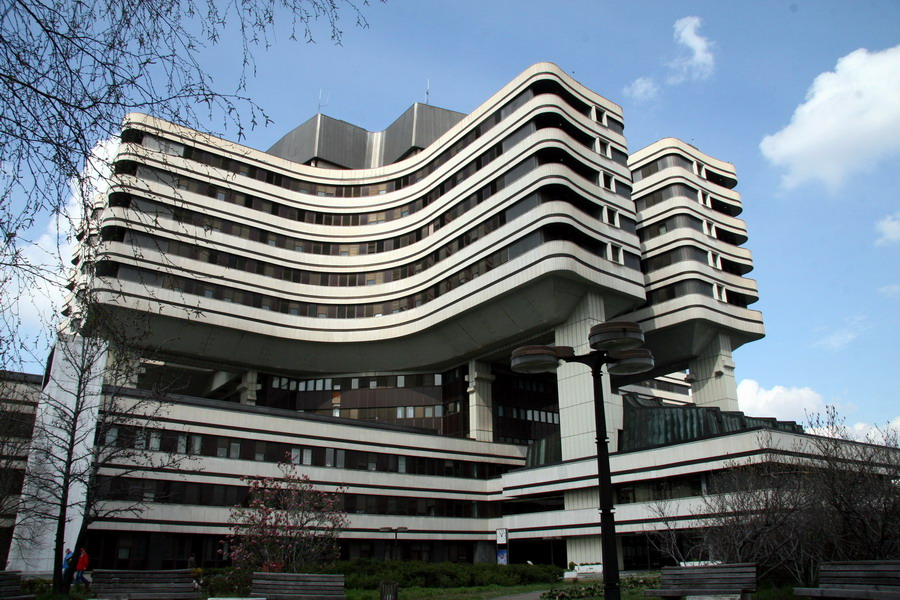
Военно-медицинская академия в Белграде, Сербия, 1981
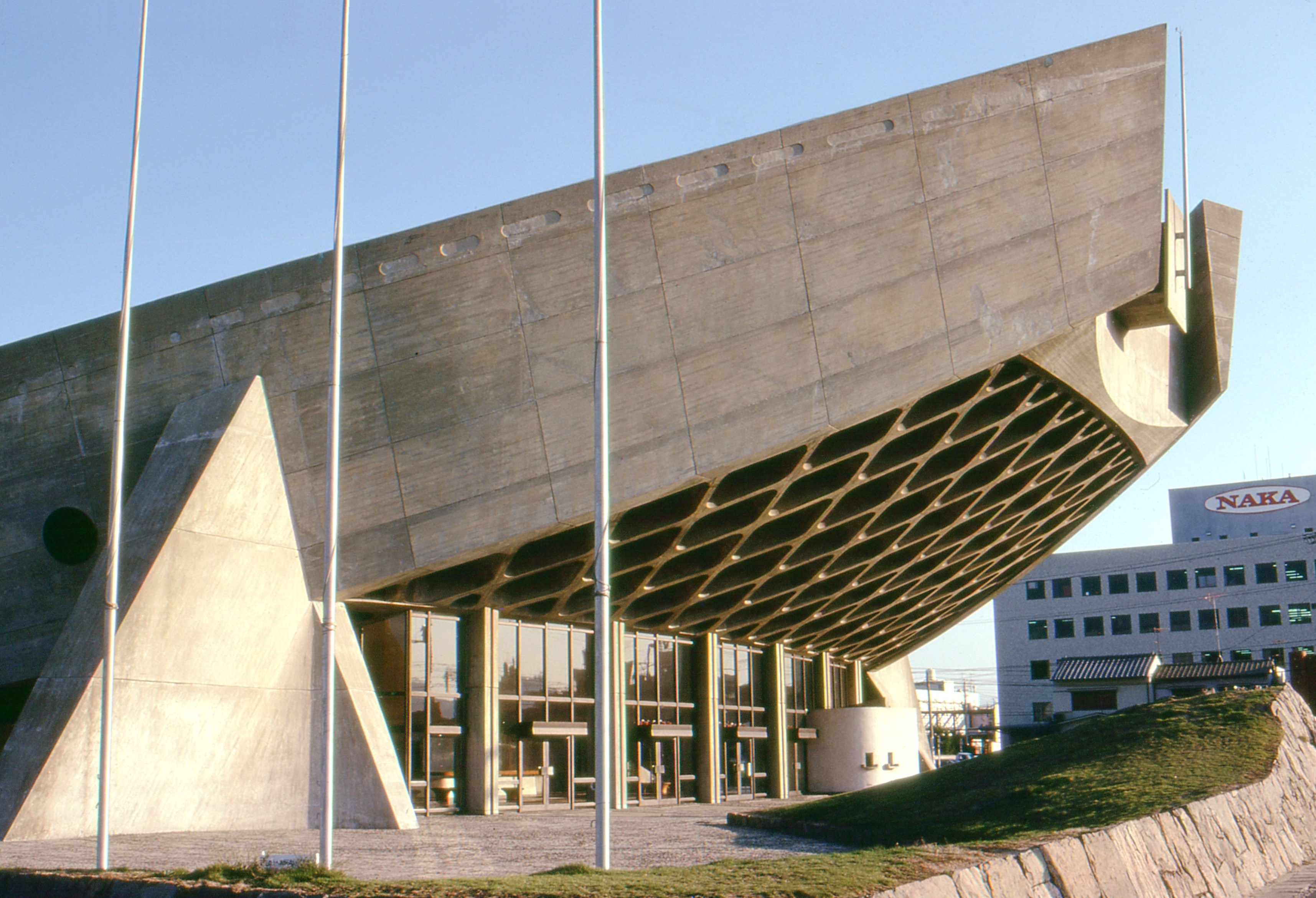
Спортивная арена Такамацу. 1962-64. Архитектор Кэндзо Тангэ
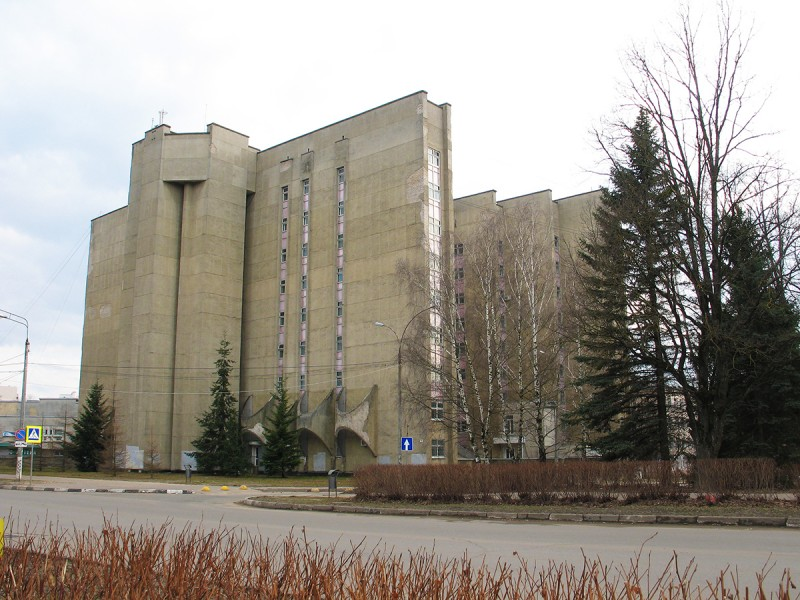
Городская больница № 8, Обнинск